# Baiga vasara
Baiga vasara ("Estiu perillós") és una pel·lícula letona de 2000, dirigida per Aigars Grauba i protagonitzada per Inese Cauna, Uldis Dumpis, Eduards Pāvuls, Jānis Reinis i Artūrs Skrastiņš, entre d'altres.

## Argument
Ambientada a Riga, capital de Letònia, el film narra una tràgica història d'amor d'abans i durant l'ocupació soviètica de Letònia de 1940 i els primers episodis de la Segona Guerra Mundial. Roberts (Artūrs Skrastiņš), un locutor de ràdio, s'enamora de l'estudiant germanobàltica Isolde (Inese Cauna), que previsiblement serà deportada a Alemanya. Isolde es troba amb el dilema de seguir al costat del seu enamorat o l'opció d'escapar a Alemanya amb l'ajut del Ministre d'Afers Exteriors de Letònia Vilhelms Munters (Uldis Dumpis).

## Repartiment
- Artūrs Skrastiņš - Roberts
- Inese Caune - Izolde
- Uldis Dumpis - Vilhelms Munters
- Uldis Vazdiks - Kārlis Ulmanis
- Jānis Reinis - Kārlis
- Eduards Pāvuls - Jāzeps Poškus
- Varis Vētra - Fricis Ceļmiņš
- Maija Apine - Natālija Muntere
- Pēteris Liepiņš - director de ràdio
- Jakovs Rafaeļsons - Hanons Bubs
- Igors Čerņavskis - Zavjalov
- Arnoldas Klivečko - Vassiljev
- Arnis Līcītis - Derevjanski
- Kārlis Sebris - Augusts
- Juris Pļaviņš - kindral Berķis
- Māris Pūris - Rudums
- Līga Liepiņa - Elza
- Leons Krivāns - Osvalds
- Uldis Pūcītis - Pēteris
- Aldis Kusiņš - Aldis